# ATP de Pune
O ATP de Pune – ou Tata Open Maharashtra, na última edição – foi um torneio de tênis profissional masculino, de nível ATP 250.
Realizado em Pune, no oeste da Índia, estreou em 2018, após o encerramento de Chenai, durando cinco edições. Em 2024, foi substituído por Hong Kong. Os jogos eram disputados em quadras duras durante o mês de janeiro.

## Finais

### Simples
| Ano                                                         | Campeão           | Vice-campeão    | Resultado        |
| ----------------------------------------------------------- | ----------------- | --------------- | ---------------- |
| 2023                                                        | Tallon Griekspoor | Benjamin Bonzi  | 4–6, 4–5, 6–3    |
| 2022                                                        | João Sousa        | Emil Ruusuvuori | 7–69, 4–6, 6–1   |
| Torneio não realizado em 2021 devido à pandemia de COVID-19 |                   |                 |                  |
| 2020                                                        | Jiří Veselý       | Egor Gerasimov  | 7–62, 5–7, 6–3   |
| 2019                                                        | Kevin Anderson    | Ivo Karlović    | 7–64, 26–7, 7–65 |
| 2018                                                        | Gilles Simon      | Kevin Anderson  | 7–64, 6–2        |

### Duplas
| Ano                                                         | Campeões                            | Vice-campeões                       | Resultado          |
| ----------------------------------------------------------- | ----------------------------------- | ----------------------------------- | ------------------ |
| 2023                                                        | Sander Gillé Joran Vliegen          | Sriram Balaji Jeevan Nedunchezhiyan | 6–4, 6–4           |
| 2022                                                        | Rohan Bopanna Ramkumar Ramanathan   | Luke Saville John-Patrick Smith     | 106–7, 6–3, [10–6] |
| Torneio não realizado em 2021 devido à pandemia de COVID-19 |                                     |                                     |                    |
| 2020                                                        | André Göransson Christopher Rungkat | Jonathan Erlich Andrei Vasilevski   | 6–2, 3–6, [10–8]   |
| 2019                                                        | Rohan Bopanna Divij Sharan          | Luke Bambridge Jonny O'Mara         | 6–3, 6–4           |
| 2018                                                        | Robin Haase Matwé Middelkoop        | Pierre-Hugues Herbert Gilles Simon  | 7–65, 7–65         |